# Formule 1 in 2009

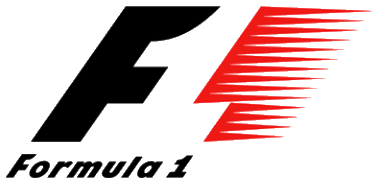
Formule 1 logo

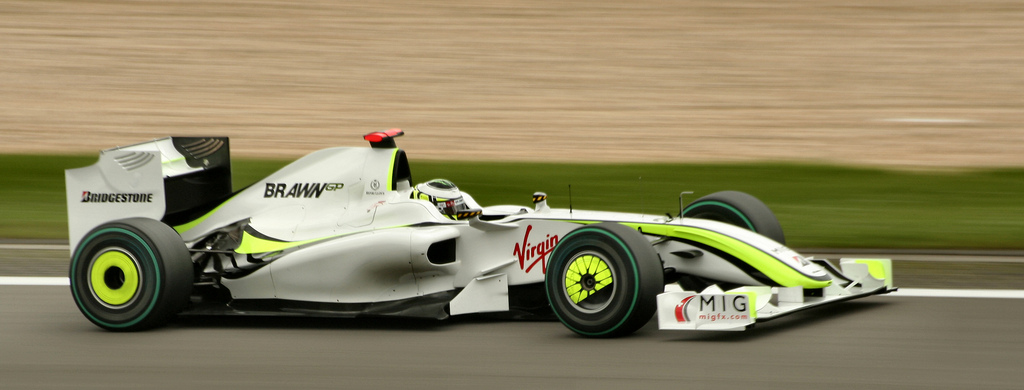
Brawn GP, constructeurskampioen 2009

Het Formule 1-seizoen 2009 was het 60ste FIA Formula One World Championship. Het startte op 29 maart en eindigde op 1 november na zeventien races.
In de voorlaatste race van het wereldkampioenschap Formule 1 2009 kroonde Jenson Button zich tot nieuwe wereldkampioen Formule 1.

## Algemeen
Het KERS-systeem (Kinetic Energy Recovery System) is een techniek die in 2009 zijn intrede deed in de Formule 1. De regelgeving laat de teams zelf de keus om het systeem al dan niet in hun auto's te installeren. Het systeem zet kinetische energie die vrijkomt bij het remmen om in elektrische energie en slaat deze op in een accu om dan vervolgens deze energie te hergebruiken bij het accelereren.
Op 17 maart 2009 maakte de WMSC (World Motor Sport Council), het beslissingsorgaan van de FIA, bekend dat het puntensysteem zoals dat tot en met het seizoen van 2008 gebruikt werd zou worden gewijzigd. In het seizoen 2009 zou het aantal behaalde overwinningen de kampioen bepalen ongeacht het totaal aantal punten. Op 20 maart kwam echter naar buiten dat het onreglementair is zo kort voor het begin van het seizoen een dergelijke belangrijke beslissing te nemen zonder de coureurs te raadplegen. Gezien de weerstand van de meeste teams tegen deze nieuwe regels blijft het puntensysteem al zeker hetzelfde voor het seizoen 2009.
De 'slicks', de droogweerbanden zonder enige groeven, zijn in het seizoen 2009 opnieuw geïntroduceerd, dit na een afwezigheid van 11 jaar.
Voor het eerst in de Formule 1-geschiedenis mag er vanaf het seizoen 2009 niet meer getest worden in een Formule 1-bolide. Alleen rechtelijntesten en demo's zijn nog toegestaan.

## Kalender

Landen die in 2009 een Grand Prix organiseerden zijn getoond in het groen, voormalige organiserende landen zijn getoond in het donkergrijs.

Op 7 oktober 2008 maakte de FIA de definitieve kalender voor 2009 bekend. Echter, op 5 november 2008 werd er een nieuwe versie gepresenteerd. Het Formule 1-seizoen van 2009 had één race minder op de kalender dan het seizoen van 2008. Dit door het wegvallen van de Grand Prix van Canada en de Grand Prix van Frankrijk. Het telde wel een nieuwe seizoensafsluiter, de Grand Prix van Abu Dhabi.
| GP nr. | Ronde | Grand Prix              | Circuit                        | Plaats      | Datum        |
| ------ | ----- | ----------------------- | ------------------------------ | ----------- | ------------ |
| 804    | 1     | GP van Australië        | Albert Park                    | Melbourne   | 29 maart     |
| 805    | 2     | GP van Maleisië         | Sepang International Circuit   | Sepang      | 5 april      |
| 806    | 3     | GP van China            | Shanghai International Circuit | Shanghai    | 19 april     |
| 807    | 4     | GP van Bahrein          | Bahrain International Circuit  | Sakhir      | 26 april     |
| 808    | 5     | GP van Spanje           | Circuit de Barcelona-Catalunya | Montmeló    | 10 mei       |
| 809    | 6     | GP van Monaco           | Circuit de Monaco              | Monte Carlo | 24 mei       |
| 810    | 7     | GP van Turkije          | Intercity Istanbul Park        | Tuzla       | 7 juni       |
| 811    | 8     | GP van Groot-Brittannië | Silverstone Circuit            | Silverstone | 21 juni      |
| 812    | 9     | GP van Duitsland        | Nürburgring                    | Nürburg     | 12 juli      |
| 813    | 10    | GP van Hongarije        | Hungaroring                    | Mogyoród    | 26 juli      |
| 814    | 11    | GP van Europa           | Valencia Street Circuit        | Valencia    | 23 augustus  |
| 815    | 12    | GP van België           | Circuit Spa-Francorchamps      | Stavelot    | 30 augustus  |
| 816    | 13    | GP van Italië           | Autodromo Nazionale Monza      | Monza       | 13 september |
| 817    | 14    | GP van Singapore        | Marina Bay Street Circuit      | Singapore   | 27 september |
| 818    | 15    | GP van Japan            | Suzuka Circuit                 | Suzuka      | 4 oktober    |
| 819    | 16    | GP van Brazilië         | Autódromo José Carlos Pace     | São Paulo   | 18 oktober   |
| 820    | 17    | GP van Abu Dhabi        | Yas Marina Circuit             | Abu Dhabi   | 1 november   |

### Kalenderwijzigingen in 2009
- De Grand Prix van China werd verplaatst van oktober naar april.
- De Grand Prix van Monaco en de Grand Prix van Turkije verwisselden van plaats op de kalender.
- De Grand Prix van Canada verdween van de kalender. Hierdoor was het de eerste keer dat er geen Grand Prix plaats vond in Noord-Amerika.
- De Grand Prix van Frankrijk verdween van de kalender.
- De Grand Prix van Japan werd verplaatst van de Fuji Speedway naar het circuit in Suzuka.
- De Grand Prix van Abu Dhabi stond voor de eerste keer op de kalender van de Formule 1.

### Autopresentaties
| Constructeur         | Chassis | Presentatiedatum | Presentatielocatie          |
| -------------------- | ------- | ---------------- | --------------------------- |
| Ferrari              | F60     | 12 januari 2009  | Mugello, Italië             |
| Toyota               | TF109   | 15 januari 2009  | Online                      |
| McLaren-Mercedes     | MP4-24  | 16 januari 2009  | Woking, Verenigd Koninkrijk |
| Renault              | R29     | 19 januari 2009  | Portimão, Portugal          |
| Williams-Toyota      | FW31    | 19 januari 2009  | Portimão, Portugal          |
| BMW Sauber           | F1.09   | 20 januari 2009  | Cheste, Spanje              |
| RBR-Renault          | RB5     | 9 februari 2009  | Jerez, Spanje               |
| STR-Ferrari          | STR4    | 9 maart 2009     | Montmeló, Spanje            |
| Brawn Mercedes       | BGP 001 | 9 maart 2009     | Montmeló, Spanje            |
| Force India-Mercedes | VJM-02  | 9 maart 2009     | Jerez, Spanje               |

## Ingeschreven teams en coureurs
Alle actieve teams van het seizoen 2009 waren verbonden aan de FOTA (Formula One Teams Association). Toch werden Williams en Force India enkele maanden geschorst wegens het onvoorwaardelijk inschrijven voor het seizoen 2010 toen er een protest aan de gang was over de budgetlimiet tussen de FIA en de FOTA. Op 9 september 2009 werden deze twee teams terug verwelkomd bij de FOTA.
De volgende teams en coureurs namen deel aan het 'FIA Wereldkampioenschap Formule 1' 2009. Alle teams reden met banden geleverd door Bridgestone.
| Inschrijving              | Constructeur         | Chassis | Motor           | Nr. | Coureur                 | Ronde | Test/reserve coureur                                                 |
| ------------------------- | -------------------- | ------- | --------------- | --- | ----------------------- | ----- | -------------------------------------------------------------------- |
| Vodafone McLaren Mercedes | McLaren-Mercedes     | MP4-24  | Mercedes FO108W | 1   | Lewis Hamilton          | Alle  | Pedro de la Rosa Gary Paffett                                        |
| Vodafone McLaren Mercedes | McLaren-Mercedes     | MP4-24  | Mercedes FO108W | 2   | Heikki Kovalainen       | Alle  | Pedro de la Rosa Gary Paffett                                        |
| Scuderia Ferrari Marlboro | Ferrari              | F60     | Ferrari 056     | 3   | Felipe Massa            | 1-10  | Luca Badoer Marc Gené Felipe Massa Giancarlo Fisichella              |
| Scuderia Ferrari Marlboro | Ferrari              | F60     | Ferrari 056     | 3   | Luca Badoer *1          | 11-12 | Luca Badoer Marc Gené Felipe Massa Giancarlo Fisichella              |
| Scuderia Ferrari Marlboro | Ferrari              | F60     | Ferrari 056     | 3   | Giancarlo Fisichella *1 | 13-17 | Luca Badoer Marc Gené Felipe Massa Giancarlo Fisichella              |
| Scuderia Ferrari Marlboro | Ferrari              | F60     | Ferrari 056     | 4   | Kimi Räikkönen          | Alle  | Luca Badoer Marc Gené Felipe Massa Giancarlo Fisichella              |
| BMW Sauber F1 Team        | BMW Sauber           | F1.09   | BMW P86/9       | 5   | Robert Kubica           | Alle  | Christian Klien                                                      |
| BMW Sauber F1 Team        | BMW Sauber           | F1.09   | BMW P86/9       | 6   | Nick Heidfeld           | Alle  | Christian Klien                                                      |
| (ING) *2 Renault F1 Team  | Renault              | R29     | Renault RS27    | 7   | Fernando Alonso         | Alle  | Romain Grosjean Lucas di Grassi Nelson Piquet jr.                    |
| (ING) *2 Renault F1 Team  | Renault              | R29     | Renault RS27    | 8   | Nelson Piquet jr.       | 1-10  | Romain Grosjean Lucas di Grassi Nelson Piquet jr.                    |
| (ING) *2 Renault F1 Team  | Renault              | R29     | Renault RS27    | 8   | Romain Grosjean         | 11-17 | Romain Grosjean Lucas di Grassi Nelson Piquet jr.                    |
| Panasonic Toyota Racing   | Toyota               | TF109   | Toyota RVX-09   | 9   | Jarno Trulli            | Alle  | Kamui Kobayashi *3 Timo Glock                                        |
| Panasonic Toyota Racing   | Toyota               | TF109   | Toyota RVX-09   | 10  | Timo Glock              | 1-15  | Kamui Kobayashi *3 Timo Glock                                        |
| Panasonic Toyota Racing   | Toyota               | TF109   | Toyota RVX-09   | 10  | Kamui Kobayashi         | 16-17 | Kamui Kobayashi *3 Timo Glock                                        |
| Scuderia Toro Rosso       | STR-Ferrari          | STR4    | Ferrari 056     | 11  | Sébastien Bourdais      | 1-9   | Jaime Alguersuari Brendon Hartley David Coulthard Sébastien Bourdais |
| Scuderia Toro Rosso       | STR-Ferrari          | STR4    | Ferrari 056     | 11  | Jaime Alguersuari       | 10-17 | Jaime Alguersuari Brendon Hartley David Coulthard Sébastien Bourdais |
| Scuderia Toro Rosso       | STR-Ferrari          | STR4    | Ferrari 056     | 12  | Sébastien Buemi         | Alle  | Jaime Alguersuari Brendon Hartley David Coulthard Sébastien Bourdais |
| Red Bull Racing           | RBR-Renault          | RB5     | Renault RS27    | 14  | Mark Webber             | Alle  | Jaime Alguersuari Brendon Hartley David Coulthard Sébastien Bourdais |
| Red Bull Racing           | RBR-Renault          | RB5     | Renault RS27    | 15  | Sebastian Vettel        | Alle  | Jaime Alguersuari Brendon Hartley David Coulthard Sébastien Bourdais |
| AT&T Williams             | Williams-Toyota      | FW31    | Toyota RVX-09   | 16  | Nico Rosberg            | Alle  | Nico Hülkenberg                                                      |
| AT&T Williams             | Williams-Toyota      | FW31    | Toyota RVX-09   | 17  | Kazuki Nakajima         | Alle  | Nico Hülkenberg                                                      |
| Force India F1 team       | Force India-Mercedes | VJM02   | Mercedes FO108W | 20  | Adrian Sutil            | Alle  | Vitantonio Liuzzi                                                    |
| Force India F1 team       | Force India-Mercedes | VJM02   | Mercedes FO108W | 21  | Giancarlo Fisichella *1 | 1-12  | Vitantonio Liuzzi                                                    |
| Force India F1 team       | Force India-Mercedes | VJM02   | Mercedes FO108W | 21  | Vitantonio Liuzzi       | 13-17 | Vitantonio Liuzzi                                                    |
| Brawn GP Formula One Team | Brawn-Mercedes       | BGP 001 | Mercedes FO108W | 22  | Jenson Button           | Alle  | Anthony Davidson Alexander Wurz                                      |
| Brawn GP Formula One Team | Brawn-Mercedes       | BGP 001 | Mercedes FO108W | 23  | Rubens Barrichello      | Alle  | Anthony Davidson Alexander Wurz                                      |

*1 Giancarlo Fisichella heeft het Force India-team verlaten om de geblesseerde Ferrari-rijder Felipe Massa tot het einde van het seizoen te vervangen. Hierbij volgde hij Luca Badoer, testrijder bij Ferrari, op wegens tegenvallende resultaten.

*2 Op 25 september 2009 maakte ING bekend per direct te stoppen met de sponsoring van het team als gevolg van het schandaal in Singapore in 2008.

*3 Kamui Kobayashi was de enige coureur die een vrije training als testcoureur maakte dit seizoen, dit gebeurde in de vijftiende seizoensronde gehouden in Japan.

### Veranderingen bij de coureurs in 2009

#### Tijdens het seizoen
- Renault verving Nelson Piquet jr. na de GP van Hongarije. Zijn vervanger was Romain Grosjean.
- Scuderia Toro Rosso verving Sébastien Bourdais na de GP van Duitsland. Zijn vervanger was Jaime Alguersuari.
- Ferrari verving Felipe Massa, die na een zwaar ongeluk tijdens de kwalificatie van de GP van Hongarije de rest van het seizoen niet meer zou kunnen rijden, door Luca Badoer. Badoer werd echter na twee slechte races alweer uit de auto gehaald en vervangen door Giancarlo Fisichella (vanaf de GP van Italië).
- Force India zag Giancarlo Fisichella naar Ferrari vertrekken en hij werd vervangen door Vitantonio Liuzzi.
- Timo Glock, die na een zwaar ongeluk tijdens de kwalificatie van de GP van Japan de rest van het seizoen niet meer zou kunnen rijden, werd door Toyota vervangen door Kamui Kobayashi vanaf de GP van Brazilië.[4][5]

## Resultaten en klassement

### Grands Prix
| Ronde | Grand Prix              | Poleposition         | Winnende coureur   | Winnende constructeur   | Snelste ronde      | Verslag |
| ----- | ----------------------- | -------------------- | ------------------ | ----------------------- | ------------------ | ------- |
| 1     | GP van Australië        | Jenson Button        | Jenson Button      | Brawn-Mercedes          | Nico Rosberg       | Verslag |
| 2     | GP van Maleisië         | Jenson Button        | Jenson Button      | Brawn-Mercedes          | Jenson Button      | Verslag |
| 3     | GP van China            | Sebastian Vettel     | Sebastian Vettel   | Red Bull Racing-Renault | Rubens Barrichello | Verslag |
| 4     | Bahrain Grand Prix      | Jarno Trulli         | Jenson Button      | Brawn-Mercedes          | Jarno Trulli       | Verslag |
| 5     | GP van Spanje           | Jenson Button        | Jenson Button      | Brawn-Mercedes          | Rubens Barrichello | Verslag |
| 6     | GP van Monaco           | Jenson Button        | Jenson Button      | Brawn-Mercedes          | Felipe Massa       | Verslag |
| 7     | GP van Turkije          | Sebastian Vettel     | Jenson Button      | Brawn-Mercedes          | Jenson Button      | Verslag |
| 8     | GP van Groot-Brittannië | Sebastian Vettel     | Sebastian Vettel   | Red Bull Racing-Renault | Sebastian Vettel   | Verslag |
| 9     | GP van Duitsland        | Mark Webber          | Mark Webber        | Red Bull Racing-Renault | Fernando Alonso    | Verslag |
| 10    | GP van Hongarije        | Fernando Alonso      | Lewis Hamilton     | McLaren-Mercedes        | Mark Webber        | Verslag |
| 11    | GP van Europa           | Lewis Hamilton       | Rubens Barrichello | Brawn-Mercedes          | Timo Glock         | Verslag |
| 12    | GP van België           | Giancarlo Fisichella | Kimi Räikkönen     | Ferrari                 | Sebastian Vettel   | Verslag |
| 13    | GP van Italië           | Lewis Hamilton       | Rubens Barrichello | Brawn-Mercedes          | Adrian Sutil       | Verslag |
| 14    | GP van Singapore        | Lewis Hamilton       | Lewis Hamilton     | McLaren-Mercedes        | Fernando Alonso    | Verslag |
| 15    | GP van Japan            | Sebastian Vettel     | Sebastian Vettel   | Red Bull Racing-Renault | Mark Webber        | Verslag |
| 16    | GP van Brazilië         | Rubens Barrichello   | Mark Webber        | Red Bull Racing-Renault | Mark Webber        | Verslag |
| 17    | GP van Abu Dhabi        | Lewis Hamilton       | Sebastian Vettel   | Red Bull Racing-Renault | Sebastian Vettel   | Verslag |

### Puntentelling
Punten werden toegekend aan de top acht geklasseerde coureurs.
| Positie | 01e0 | 02e0 | 03e0 | 04e0 | 05e0 | 06e0 | 07e0 | 08e0 |
| Punten  | 10   | 8    | 6    | 5    | 4    | 3    | 2    | 1    |

### Klassement bij de coureurs
| Pos. | Coureur              | AUS | MAL‡ | CHN | BHR | SPA | MON | TUR | GBR | DUI | HON  | EUR | BEL | ITA  | SIN | JPN | BRA | ABU  | Punten |
| ---- | -------------------- | --- | ---- | --- | --- | --- | --- | --- | --- | --- | ---- | --- | --- | ---- | --- | --- | --- | ---- | ------ |
| 1    | Jenson Button        | 1P  | 1PS  | 3   | 1   | 1P  | 1P  | 1S  | 6   | 5   | 7    | 7   | DNF | 2    | 5   | 8   | 5   | 3    | 95     |
| 2    | Sebastian Vettel     | 13† | 15†  | 1P  | 2   | 4   | DNF | 3P  | 1PS | 2   | DNF  | DNF | 3S  | 8    | 4   | 1P  | 4   | 1S   | 84     |
| 3    | Rubens Barrichello   | 2   | 5    | 4S  | 5   | 2S  | 2   | DNF | 3   | 6   | 10   | 1   | 7   | 1    | 6   | 7   | 8P  | 4    | 77     |
| 4    | Mark Webber          | 12  | 6    | 2   | 11  | 3   | 5   | 2   | 2   | 1P  | 3S   | 9   | 9   | DNF  | DNF | 17S | 1S  | 2    | 69½    |
| 5    | Lewis Hamilton       | DSQ | 7    | 6   | 4   | 9   | 12  | 13  | 16  | 18  | 1    | 2P  | DNF | 12P† | 1P  | 3   | 3   | DNFP | 49     |
| 6    | Kimi Räikkönen       | 15† | 14   | 10  | 6   | DNF | 3   | 9   | 8   | DNF | 2    | 3   | 1   | 3    | 10  | 4   | 6   | 12   | 48     |
| 7    | Nico Rosberg         | 6S  | 8    | 15  | 9   | 8   | 6   | 5   | 5   | 4   | 4    | 5   | 8   | 16   | 11  | 5   | DNF | 9    | 34½    |
| 8    | Jarno Trulli         | 3   | 4    | DNF | 3PS | DNF | 13  | 4   | 7   | 17  | 8    | 13  | DNF | 14   | 12  | 2   | DNF | 7    | 32½    |
| 9    | Fernando Alonso      | 5   | 11   | 9   | 8   | 5   | 7   | 10  | 14  | 7S  | DNFP | 6   | DNF | 5    | 3S  | 10  | DNF | 14   | 26     |
| 10   | Timo Glock           | 4   | 3    | 7   | 7   | 10  | 10  | 8   | 9   | 9   | 6    | 14S | 10  | 11   | 2   | DNS |     |      | 24     |
| 11   | Felipe Massa         | DNF | 9    | DNF | 14  | 6   | 4S  | 6   | 4   | 3   | DNS  |     |     |      |     |     |     |      | 22     |
| 12   | Heikki Kovalainen    | DNF | DNF  | 5   | 12  | DNF | DNF | 14  | DNF | 8   | 5    | 4   | 6   | 6    | 7   | 11  | 12  | 11   | 22     |
| 13   | Nick Heidfeld        | 10  | 2    | 12  | 19  | 7   | 11  | 11  | 15  | 10  | 11   | 11  | 5   | 7    | DNF | 6   | DNF | 5    | 19     |
| 14   | Robert Kubica        | 14† | DNF  | 13  | 18  | 11  | DNF | 7   | 13  | 14  | 13   | 8   | 4   | DNF  | 8   | 9   | 2   | 10   | 17     |
| 15   | Giancarlo Fisichella | 11  | 18†  | 14  | 15  | 14  | 9   | DNF | 10  | 11  | 14   | 12  | 2P  | 9    | 13  | 12  | 10  | 16   | 8      |
| 16   | Sébastien Buemi      | 7   | 16†  | 8   | 17  | DNF | DNF | 15  | 18  | 16  | 16   | DNF | 12  | 13†  | DNF | DNF | 7   | 8    | 6      |
| 17   | Adrian Sutil         | 9   | 17   | 17† | 16  | DNF | 14  | 17  | 17  | 15  | DNF  | 10  | 11  | 4S   | DNF | 13  | DNF | 17   | 5      |
| 18   | Kamui Kobayashi      |     |      |     |     |     |     |     |     |     |      |     |     |      |     |     | 9   | 6    | 3      |
| 19   | Sébastien Bourdais   | 8   | 10   | 11  | 13  | DNF | 8   | 18  | DNF | DNF |      |     |     |      |     |     |     |      | 2      |
| 20   | Kazuki Nakajima      | DNF | 12   | DNF | DNF | 13  | 15† | 12  | 11  | 12  | 9    | 18  | 13  | 10   | 9   | 15  | DNF | 13   | 0      |
| 21   | Nelson Piquet jr.    | DNF | 13   | 16  | 10  | 12  | DNF | 16  | 12  | 13  | 12   |     |     |      |     |     |     |      | 0      |
| 22   | Vitantonio Liuzzi    |     |      |     |     |     |     |     |     |     |      |     |     | DNF  | 14  | 14  | 11  | 15   | 0      |
| 23   | Romain Grosjean      |     |      |     |     |     |     |     |     |     |      | 15  | DNF | 15   | DNF | 16  | 13  | 18   | 0      |
| 24   | Jaime Alguersuari    |     |      |     |     |     |     |     |     |     | 15   | 16  | DNF | DNF  | DNF | DNF | 14  | DNF  | 0      |
| 25   | Luca Badoer          |     |      |     |     |     |     |     |     |     |      | 17  | 14  |      |     |     |     |      | 0      |
| Pos. | Coureur              | AUS | MAL‡ | CHN | BHR | SPA | MON | TUR | GBR | DUI | HON  | EUR | BEL | ITA  | SIN | JPN | BRA | ABU  | Punten |

| Resultaat                       |
| ------------------------------- |
| Winnaar                         |
| Tweede plaats                   |
| Derde plaats                    |
| Gefinisht (punten behaald)      |
| Gefinisht (geen punten behaald) |
| Niet geklasseerd (NC)           |
| Uitgevallen (DNF)               |
| Niet gekwalificeerd (DNQ)       |
| Gediskwalificeerd (DSQ)         |
| Niet gestart (DNS)              |
| Gewond (INJ)                    |
| Uitgesloten (EX)                |
| Teruggetrokken (WD)             |
| Niet deelgenomen (blanco cel)   |
| P Pole position                 |
| S Snelste ronde                 |

Opmerkingen:

‡ — Halve punten werden toegekend tijdens de GP van Maleisië omdat er minder dan 75% van de wedstrijd was afgelegd door hevige regenval.

† — Coureur is niet gefinisht in de GP, maar heeft meer dan 90% van de race-afstand afgelegd, waardoor hij als geklasseerd genoteerd staat.

### Klassement bij de constructeurs
| Pos. | Constructeur         | Nr. | AUS | MAL ‡ | CHN | BHR | SPA | MON | TUR | GBR | DUI | HON  | EUR | BEL | ITA  | SIN | JPN | BRA | ABU  | Punten |
| ---- | -------------------- | --- | --- | ----- | --- | --- | --- | --- | --- | --- | --- | ---- | --- | --- | ---- | --- | --- | --- | ---- | ------ |
| 1    | Brawn-Mercedes       | 22  | 1P  | 1PS   | 3   | 1   | 1P  | 1P  | 1S  | 6   | 5   | 7    | 7   | DNF | 2    | 5   | 8   | 5   | 3    | 172    |
| 1    | Brawn-Mercedes       | 23  | 2   | 5     | 4S  | 5   | 2S  | 2   | DNF | 3   | 6   | 10   | 1   | 7   | 1    | 6   | 7   | 8P  | 4    | 172    |
| 2    | Red Bull-Renault     | 14  | 12  | 6     | 2   | 11  | 3   | 5   | 2   | 2   | 1P  | 3S   | 9   | 9   | DNF  | DNF | 17S | 1S  | 2    | 153½   |
| 2    | Red Bull-Renault     | 15  | 13† | 15†   | 1P  | 2   | 4   | DNF | 3P  | 1PS | 2   | DNF  | DNF | 3S  | 8    | 4   | 1P  | 4   | 1S   | 153½   |
| 3    | McLaren-Mercedes     | 1   | DSQ | 7     | 6   | 4   | 9   | 12  | 13  | 16  | 18  | 1    | 2P  | DNF | 12P† | 1P  | 3   | 3   | DNFP | 71     |
| 3    | McLaren-Mercedes     | 2   | DNF | DNF   | 5   | 12  | DNF | DNF | 14  | DNF | 8   | 5    | 4   | 6   | 6    | 7   | 11  | 12  | 11   | 71     |
| 4    | Ferrari              | 3   | DNF | 9     | DNF | 14  | 6   | 4S  | 6   | 4   | 3   | DNS  | 17  | 14  | 9    | 13  | 12  | 10  | 16   | 70     |
| 4    | Ferrari              | 4   | 15† | 14    | 10  | 6   | DNF | 3   | 9   | 8   | DNF | 2    | 3   | 1   | 3    | 10  | 4   | 6   | 12   | 70     |
| 5    | Toyota               | 9   | 3   | 4     | DNF | 3PS | DNF | 13  | 4   | 7   | 17  | 8    | 13  | DNF | 14   | 12  | 2   | DNF | 7    | 59½    |
| 5    | Toyota               | 10  | 4   | 3     | 7   | 7   | 10  | 10  | 8   | 9   | 9   | 6    | 14S | 10  | 11   | 2   | DNS | 9   | 6    | 59½    |
| 6    | BMW Sauber           | 5   | 14† | DNF   | 13  | 18  | 11  | DNF | 7   | 13  | 14  | 13   | 8   | 4   | DNF  | 8   | 9   | 2   | 10   | 36     |
| 6    | BMW Sauber           | 6   | 10  | 2     | 12  | 19  | 7   | 11  | 11  | 15  | 10  | 11   | 11  | 5   | 7    | DNF | 6   | DNF | 5    | 36     |
| 7    | Williams-Toyota      | 16  | 6S  | 8     | 15  | 9   | 8   | 6   | 5   | 5   | 4   | 4    | 5   | 8   | 16   | 11  | 5   | DNF | 9    | 34½    |
| 7    | Williams-Toyota      | 17  | DNF | 12    | DNF | DNF | 13  | 15† | 12  | 11  | 12  | 9    | 18  | 13  | 10   | 9   | 15  | DNF | 13   | 34½    |
| 8    | Renault              | 7   | 5   | 11    | 9   | 8   | 5   | 7   | 10  | 14  | 7S  | DNFP | 6   | DNF | 5    | 3S  | 10  | DNF | 14   | 26     |
| 8    | Renault              | 8   | DNF | 13    | 16  | 10  | 12  | DNF | 16  | 12  | 13  | 12   | 15  | DNF | 15   | DNF | 16  | 13  | 18   | 26     |
| 9    | Force India-Mercedes | 20  | 9   | 17    | 17† | 16  | DNF | 14  | 17  | 17  | 15  | DNF  | 10  | 11  | 4S   | DNF | 13  | DNF | 17   | 13     |
| 9    | Force India-Mercedes | 21  | 11  | 18†   | 14  | 15  | 14  | 9   | DNF | 10  | 11  | 14   | 12  | 2P  | 9    | 13  | 12  | 10  | 16   | 13     |
| 10   | Toro Rosso-Ferrari   | 11  | 8   | 10    | 11  | 13  | DNF | 8   | 18  | DNF | DNF | 15   | 16  | DNF | DNF  | DNF | DNF | 14  | DNF  | 8      |
| 10   | Toro Rosso-Ferrari   | 12  | 7   | 16†   | 8   | 17  | DNF | DNF | 15  | 18  | 16  | 16   | DNF | 12  | 13†  | DNF | DNF | 7   | 8    | 8      |
| Pos. | Constructeur         | Nr. | AUS | MAL ‡ | CHN | BHR | SPA | MON | TUR | GBR | DUI | HON  | EUR | BEL | ITA  | SIN | JPN | BRA | ABU  | Punten |

| Resultaat                       |
| ------------------------------- |
| Winnaar                         |
| Tweede plaats                   |
| Derde plaats                    |
| Gefinisht (punten behaald)      |
| Gefinisht (geen punten behaald) |
| Niet geklasseerd (NC)           |
| Uitgevallen (DNF)               |
| Niet gekwalificeerd (DNQ)       |
| Gediskwalificeerd (DSQ)         |
| Niet gestart (DNS)              |
| Gewond (INJ)                    |
| Uitgesloten (EX)                |
| Teruggetrokken (WD)             |
| Niet deelgenomen (blanco cel)   |
| P Pole position                 |
| S Snelste ronde                 |

Opmerkingen:

‡ — Halve punten werden toegekend tijdens de GP van Maleisië omdat er minder dan 75% van de wedstrijd was afgelegd door hevige regenval.

† — Coureur is niet gefinisht in de GP, maar heeft meer dan 90% van de race-afstand afgelegd, waardoor hij als geklasseerd genoteerd staat.
1950 · 1951 · 1952 · 1953 · 1954 · 1955 · 1956 · 1957 · 1958 · 1959 · 1960 · 1961 · 1962 · 1963 · 1964 · 1965 · 1966 · 1967 · 1968 · 1969 · 1970 · 1971 · 1972 · 1973 · 1974 · 1975 · 1976 · 1977 · 1978 · 1979 · 1980 · 1981 · 1982 · 1983 · 1984 · 1985 · 1986 · 1987 · 1988 · 1989 · 1990 · 1991 · 1992 · 1993 · 1994 · 1995 · 1996 · 1997 · 1998 · 1999 · 2000 · 2001 · 2002 · 2003 · 2004 · 2005 · 2006 · 2007 · 2008 · 2009 · 2010 · 2011 · 2012 · 2013 · 2014 · 2015 · 2016 · 2017 · 2018 · 2019 · 2020 · 2021 · 2022 · 2023 · 2024 · 2025 · 2026 
 Lijst van Formule 1 Grand Prix-wedstrijden